# برمودی‌فنیل‌متان
برمودی‌فنیل‌متان (انگلیسی: Bromodiphenylmethane) یک ترکیب شیمیایی آلی با فرمول  C
13H
11Br است.